# Blüßengraben
Der Blüßengraben, früher Pliesengraben und Blöse-Grabe, ist ein gut zwei Kilometer langer Bach im Östlichen Hintertaunus in der Gemarkung von Ober-Mörlen im hessischen Wetteraukreis, der aus südlicher Richtung kommend von rechts in die Usa mündet.

## Geographie

### Verlauf
Der Blüßengraben beginnt auf einer Höhe von etwa 240 m ü. NHN in einem Feld am Südrand eines kleinen Laubwaldes rund sechshundertfünfzig Meter südöstlich von Ober-Mörlen und an der südwestlichen Flanke des Eichberges (269 m ü. NHN), an dessen Südhang die Bad Nauheimer Alte Schanze liegt. Nordöstlich der Quelle liegt eine verwilderts Kirschenstreuobstwiese an der sich nördlich ein obstbaumreiches Gehölz anschließt. Östlich des Quellgebietes steht der 268 m ü. NHN hohe Johannisberg, welcher einer Reihe archäologischer Kulturdenkmäler aufweist.

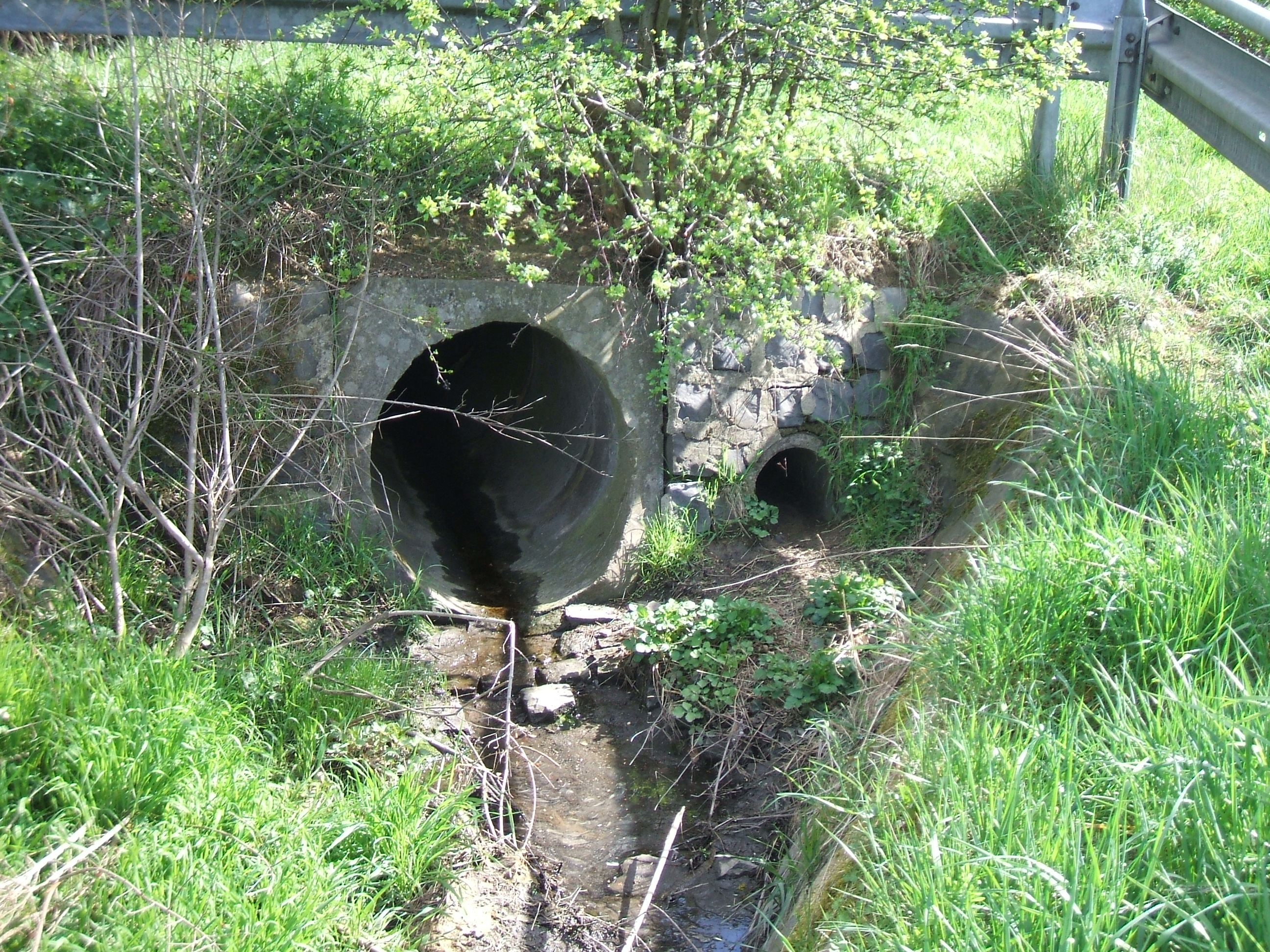
Der Blüßengraben tritt per Durchlass unter der A 5 wieder zu Tage

Der Graben läuft zunächst knapp dreihundert Meter südsüdwestwärts am Rande eines Feldweges durch eine landwirtschaftlich genutzte Flur, biegt dann nordwestlich des Segelflugplatzes von Ober-Mörlen nach Westen ab, um kurz danach die Richtung Nordwesten einzuschlagen. Er fließt nun durch die Flur Blüßen, nach welcher er seinen Namen bekommen hat, unterquert die A 5/E 451. Etwas südlich liegt dort eine kleine Apfelstreuobstwiese. Gut einhundertfünfzig Meter bachabwärts wird er dann auf seiner linken Seite von einem kleinen Feldgraben gespeist. Der Blüßengraben läuft danach in dessen Zuflussrichtung nach Nordnordosten an einen kleinen Magerwiesen-Biotop vorbei und erreicht dabei nach gut zweihundertfünfzig Meter die Südostspitze von Ober-Mörlen.
Dort unterfließt er ein Neubaugebiet und die Nauheimer Straße, zieht dann an den Ein- und Zweifamilienhäusern des Besiedlungssaums der Ortschaft zu den östlich anschließenden Äckern zunächst der Flur Holzweise und danach der Flur Kirchfeld rund siebenhundert Meter weit nordnordwestwärts und mündet zuletzt auf einer Höhe von etwa 160 m ü. NHN und bei Fluss-km 10,9 von Süden und rechts in die von Westen kommende Usa.

### Einzugsgebiet
Das Einzugsgebiet des Blüßengraben wird über Usa, Wetter, Nidda, Main, Rhein zur Nordsee entwässert.
Das Quellgebiet, Oberlauf und Mittellauf liegen im Nauheimer Taunussporn und nur der Unterlauf mit dem Mündungsbereich in der Mörlener Bucht. Der gesamte Graben verläuft innerhalb der Gemarkung Ober-Mörlen.
Die höchste Erhebung ist der 269 m ü. NHN hohe Eichberg.
Sein Einzugsgebiet grenzt
- im Süden an das des Usazuflusses Deutergraben
- und im Westen an das des Hainbachs, ebenfalls ein Zufluss der Usa.

Im Einzugsgebiet östlich der Bachaue dominieren weitgehend ausgeräumte ackerbauliche Nutzflächen, die im Grenzbereich des Einzugsgebietes in Grünland mit größeren Streuobstwiesen mit zahlreichen Altbäumen (vorwiegend Apfel) auf meist schmalen Parzellen, übergehen. Die Hügel sind mit Laub- und Mischwald bedeckt. Im westlichen Bereich überwiegen Siedlungsflächen.

### Flusssystem Usa
- Fließgewässer im Flusssystem Usa

## Geologie und Böden
Der Quellbereich und Oberlauf gehört geologisch zum Taunuskamm und der Unterlauf mit dem Mündungsbereich zur Wetterauer Senke.
Im Quellbereich des Blüßengrabens am Hang des Eichbergs dominieren Quarzite, Tonschiefer und Sandsteine der Taunusquarzitformation aus der Pragium-Gruppe der Unterdevon-Serie des Devon. Über diesem Substrat haben sich über einen Meter dicke lösslehmreiche Pseudogley-Parabraunerden-Böden abgelagert. In der folgenden Strecke bis etwa zum Zufluss des Feldgrabens unterhalb der Autobahn fließt der Blüßengraben durch eine petrographische Zone mit ungegliederter quartärer Fließerde aus Ton, Schluff, Grus und Sandgestein. Es folgt ein Bereich mit unterdevonischen Tonschiefer und Sandsteinen der Emsium-Gruppe mit übergelagerten mächtigen Lößböden des Pleistozäns Die Bodentypen zeigen dabei ein Spektrum von Pseudogley-Parabraunerden bis vergleyten Parabraunerden. Im Mündungsbereich herrschen ungegliederte sandige und kiesige Terrassen des Pleistozäns vor.